# Toskanski slog
Toskanski slog / red (latinsko Ordo Tuscanicus ali Ordo Tuscanus, s pomenom etruščanski red) je eden izmed dveh klasičnih slogov / redov, ki so jih razvili Rimljani, drugi pa je kompozitni slog. Nanj je vplival dorski slog, vendar s stebri, ki nimajo volute in enostavnejšo entablaturo (ogredje) brez triglifov ali gut (kapljic). Medtem ko so bili razmeroma preprosti stebri z okroglimi kapiteli že od vsaj etruščanske arhitekture del ljudske arhitekture Italije in večjega dela Evrope, Rimljani tega sloga niso šteli za izrazit arhitekturni slog (na primer rimski arhitekt Vitruvij ga ni vključeval poleg opisov grških dorskih, jonskih in korintskih redov). Razvrstitev kot ločen formalni slog je prvič omenjena v Seviljskih Etimologijah in izpopolnjena med italijansko renesanso.
Sebastiano Serlio je v svoji četrti knjigi Regole generali di architettura sopra le cinque maniere manire de gli edifici (1537) opisal pet redov, vključno s 'toskanskim', »najbolj masivnim in najmanj okrašenim«. Čeprav je Giovanni Giocondo poskušal prvo ilustracijo toskanskega kapitela v svoji tiskani izdaji Vitruvija (1511), je kapitel prikazal obogaten z jajčevnikom, ki je pripadal jonskemu. »Najbolj rustikalen« toskanski red Serlija je pozneje skrbno razmejil Andrea Palladio.
Toskanski red je po svoji preprostosti videti podoben dorskemu, vendar v svojih splošnih razmerjih, medsebojnem povezovanju in enostavnejših ogredjih sledi razmerjem jonskega. Ta masiven slog se je štela za najprimernejšo v vojaški arhitekturi ter v dokih in skladiščih, ko so jih dostojno arhitekturno obravnavali. Serliu se je zdel »primeren za utrjene kraje, kot so mestna vrata, trdnjave, gradovi, zakladnice ali tam, kjer se hranijo topništvo in strelivo, zapore, morska pristanišča in druge podobne strukture, ki se uporabljajo v vojni«.

## Italijanski pisci o arhitekturi
Toskanski slog / red je bil z vidika teh piscev starejša primitivna italska arhitekturna oblika, ki je prevladovala po grški dorski in jonski obliki, ki jo je Serlio povezal s prakso rustifikacije in arhitekturno prakso Toskane. Giorgio Vasari je utemeljil to trditev s sklicevanjem na Il Cronacovo graduirano rustikacijo na pročelju  Strozzijeve palače v Firencah. Kot vsa arhitekturna teorija renesanse se je tudi pri Vitruviju iskal precedens toskanskega sčpga, ki ga ne uvršča med tri kanonske sloge, ampak obrobnega, v svoji razpravi o etruščanskem templju (knjiga iv, 7,2–3). Kasnejša rimska praksa je zanemarila toskanski slog  in tako je naredil tudi Leon Battista Alberti v De re aedificatoria (malo pred 1452).
Po Serlijevi razlagi Vitruvija (ki ne navaja kapitela glavnega stebra) je imel v toskanskem redu steber enostavnejšo osnovo - krožno in ne kvadratno kot v drugih redih, kjer je sledil Vitruviju - in s preprostim torusom in vratnim obročem, steber ni imel volut, medtem ko sta kapitel in ogredje brez okraskov. Modularni delež stebra je bil pri Vitruviju 1:7 in v Palladijevi ilustraciji za Daniela Barbarov komentar o Vitruvija), v Vignolovi Cinque ordini d'architettura (1562) in v Palladijevi knjigi I quattro libri dell'architettura (1570). Serlio sam da velik delež 1:6. Navadni astragal ali tenija obkrožata steber pod navadno kapo.
Palladio se je v bistvu strinjal s Serliom:
Toskana, ki je groba, se redko uporablja nadzemno, razen v enonadstropnih stavbah, kot so vile podobne  skednjem ali v ogromnih strukturah, kot so amfiteatri in podobno, ki imajo lahko več redov namesto dorskih, pod jonskimi.
Za razliko od drugih avtorjev je Palladio našel rimske primere, od katerih je poimenoval Veronsko areno in Puljsko areno, obe pa, poudarja James Ackerman, sta stavbi z loki, ki niso predstavljali stebrov in ogredij. Izrazita značilnost je njihov rustikalni friz, ki počiva na povsem navadnem ogredju.
Primeri uporabe sloga so Palazzo Massimo alle Colonne v Rimu, Baldassarre Peruzzi, 1532–1536, in portik v Santa Maria della Pace, ki ga je dodal Pietro da Cortona (1656–1667).

## Kasnejša razširjenost
Relativno redka cerkev v toskanskem slogu je St Paul's, Covent Garden, Inigo Jonesa (1633). Glede na pogosto ponavljano zgodbo, ki jo je zapisal Horace Walpole, je lord Bedford Jonesu dal zelo nizek proračun in ga prosil za preprosto cerkev, »ki ne bo veliko boljša od skednja«, na kar je arhitekt odgovoril: »Potem boste imeli najlepši skedenj v Angliji«. Christ Church, Spitalfields v Londonu (1714–29), Nicholasa Hawksmoora, slog uporablja zunaj, korintskega pa znotraj.
V značilni uporabi, v zelo veliki paladijanski hiši Wentworth Woodhouse v Yorkshireu, ki je v glavnem v korintskem slogu, hlevsko dvorišče iz leta 1768 uporablja toskanskega. Druga angleška hiša, West Wycombe Park, ima lože na pročelju v dveh nadstropjih, toskanske v pritličju in korintske zgoraj. To  spominja na palladijevsko Palazzo Chiericati v Vicenzi, ki uporablja jonske nad dorskimi.
Neue Wache je neogrška hiša v Berlinu, Karla Friedricha Schinkla (1816). Čeprav je v večini pogledov grško pročelje templja skrbna vaja za neogrški slog, obstajajo minimalne ravne baze za debele stebre, in kljub metopskim reliefom in številnimi skulpturami v pedimentu ni triglifov ali gut. Kljub tem 'toskanskim' vidikom je celotni vtis močno grški in ga upravičeno vedno opišemo kot 'dorskega'.
Toskanski slog se pogosto uporablja za vrata in druge vhode, kjer je potreben le par stebrov, uporaba drugega reda pa se morda zdi pretenciozna. Ker je toskanski način zlahka obdelal mizar z nekaj orodji za skobljanje, je postal del ljudskega jurijanskega sloga, ki je ostal v krajih, kot sta Nova Anglija in Ohio, globoko v 19. stoletju. V vrtnarstvu mizarski dorski, ki je toskanski, ponuja preprosto eleganco za vrata in ograje v številnih tradicionalnih vrtnih okoljih.